# Houston
För andra betydelser, se Houston (olika betydelser).
Houston är den största staden i Texas, den fjärde största i USA. Vid 2005 års folkräkningar hade staden mer än två miljoner invånare. Staden täcker en yta på över 1 600 km². Houston är administrativ stad för Harris County och utgör en del av Houston-Sugar Land-Baytown-metropolen, den femte största i USA med mer än 7,5 miljoner invånare.
Houston grundades den 30 augusti 1836 av bröderna Augustus Chapman Allen och John Kirby Allen på ett område nära bankerna vid Buffalo Bayou. Staden räknades in 5 juni 1837 och namngavs efter general Sam Houston, kommendör vid Slaget vid San Jacinto. 
Houston är känd för sin breda industribas inom energi-, rymd- och teknologiindustrier. Endast New York har fler Fortune 500-huvudkontor än Houston. Port of Houston (Houstons hamn) räknas som USA:s största internationella vattenväg samt den näst största i antal ton gods. Houston är också hem för Rice University, ett av USA:s främsta universitet, samt University of Houston, Texas tredje största allmänna utbildningscentrum med mer än 36 000 studenter från över 130 länder.

## Geografi
Enligt United States Census Bureau har staden ett utrymme på 1 558,4 km², vilket ger 1 500,7 km² landyta och 57,7 km² vattenyta.
Houston har fyra större sumpområden genom staden. Buffalo Bayou går längs centrum och Houston Ship Channel, och har tre biflöden: White Oak Bayou, vilken går längs Heights-områden och mot centrum; Brays Bayou går längs Texas Medical Center; och Sims Bayou som går längs den södra delen av staden och mot centrum. Båtkanalen fortsätter förbi Galveston och sedan ut i Mexikanska golfen.
Stadens centrum ligger på ungefär 15 meter över havsytan., och den högsta punkten långt i nordväst är endast 38 meter över havet. En gång behövde staden bistånd för att lösa grundvattenfrågan, men landssänkning tvingade staden att skaffa grundvattenskällor som Lake Houston och Lake Conroe.

### Klimat
Houstons klimat är klassificerat som fuktigt subtropiskt klimat (Cfa enligt Köppens system). Vår supercellåskväder medför ibland tornados till området. Kraftiga vindar kommer från syd och sydväst under större delen av året vilket för upp värmen över kontinenten från öknarna i Mexiko fuktig luft från Mexikanska golfen.
Under sommarmånaderna är det vanligt med temperaturer som överstiger 34 °C med ett genomsnitt på 99 dagar om året över 32 °C. Vindarna under sommaren är ofta svagare än resten av året inåt landet, men det kan blåsa kraftigt vid kusterna. För att handskas med värmen använder folk luftkonditionering i nästan alla bilar och byggnader i staden; 1980 beskrevs staden som den mest luftkonditionerade staden på jorden. Åskväder är inte ovanliga under sommaren. Den hetaste temperaturen någonsin uppmätt i Houston var 43 °C den 4 september 2000.
Vintrarna i Houston är kyliga och tempererade. Med en genomsnittstemperatur i januari, den kallaste månaden, med 16 °C, har Houston en medelsnitt på 18 dagar per år med 0 °C eller mindre. Med detta väder är det därför sällan det är snöfall i staden. Den senaste snöstormen som drog in över Houston var den 24 december 2004, och den lägsta temperaturen som finns mätt i Houston var den 23 januari 1940     då det var   -15 °C.
Houston har extremt höga ozonnivåer och är rankad bland de mest ozonsmittade städerna i USA. Grundnivåozonet, eller smog, är Houstons största luftförorening. Industrierna som ligger längs kanalen är de största orsakerna bakom de stora problemen.
Genomsnittliga temperaturer:
|                                            | Jan | Feb | Mar | Apr | Maj | Jun | Jul | Aug | Sep | Okt | Nov | Dec |
| ------------------------------------------ | --- | --- | --- | --- | --- | --- | --- | --- | --- | --- | --- | --- |
| Normaldygnets maximitemperaturs medelvärde | 16  | 19  | 22  | 26  | 29  | 32  | 34  | 34  | 31  | 28  | 22  | 18  |
| Normaldygnets minimitemperaturs medelvärde | 4   | 6   | 10  | 15  | 18  | 21  | 22  | 22  | 20  | 14  | 10  | 6   |
|                                            |     |     |     |     |     |     |     |     |     |     |     |     |
| Nederbörd                                  | 84  | 75  | 74  | 82  | 133 | 126 | 91  | 89  | 124 | 109 | 96  | 88  |

| Diagram | temperaturer i °C • månadsnederbörd i mm | temperaturer i °C • månadsnederbörd i mm | temperaturer i °C • månadsnederbörd i mm | temperaturer i °C • månadsnederbörd i mm | temperaturer i °C • månadsnederbörd i mm | temperaturer i °C • månadsnederbörd i mm | temperaturer i °C • månadsnederbörd i mm | temperaturer i °C • månadsnederbörd i mm | temperaturer i °C • månadsnederbörd i mm | temperaturer i °C • månadsnederbörd i mm | temperaturer i °C • månadsnederbörd i mm | temperaturer i °C • månadsnederbörd i mm |
|         | 84 16 4                                  | 75 19 6                                  | 74 22 10                                 | 82 26 15                                 | 133 29 18                                | 126 32 21                                | 91 34 22                                 | 89 34 22                                 | 124 31 20                                | 109 28 14                                | 96 22 10                                 | 88 18 6                                  |

Visa eller redigera grafens rådata.

## Demografi

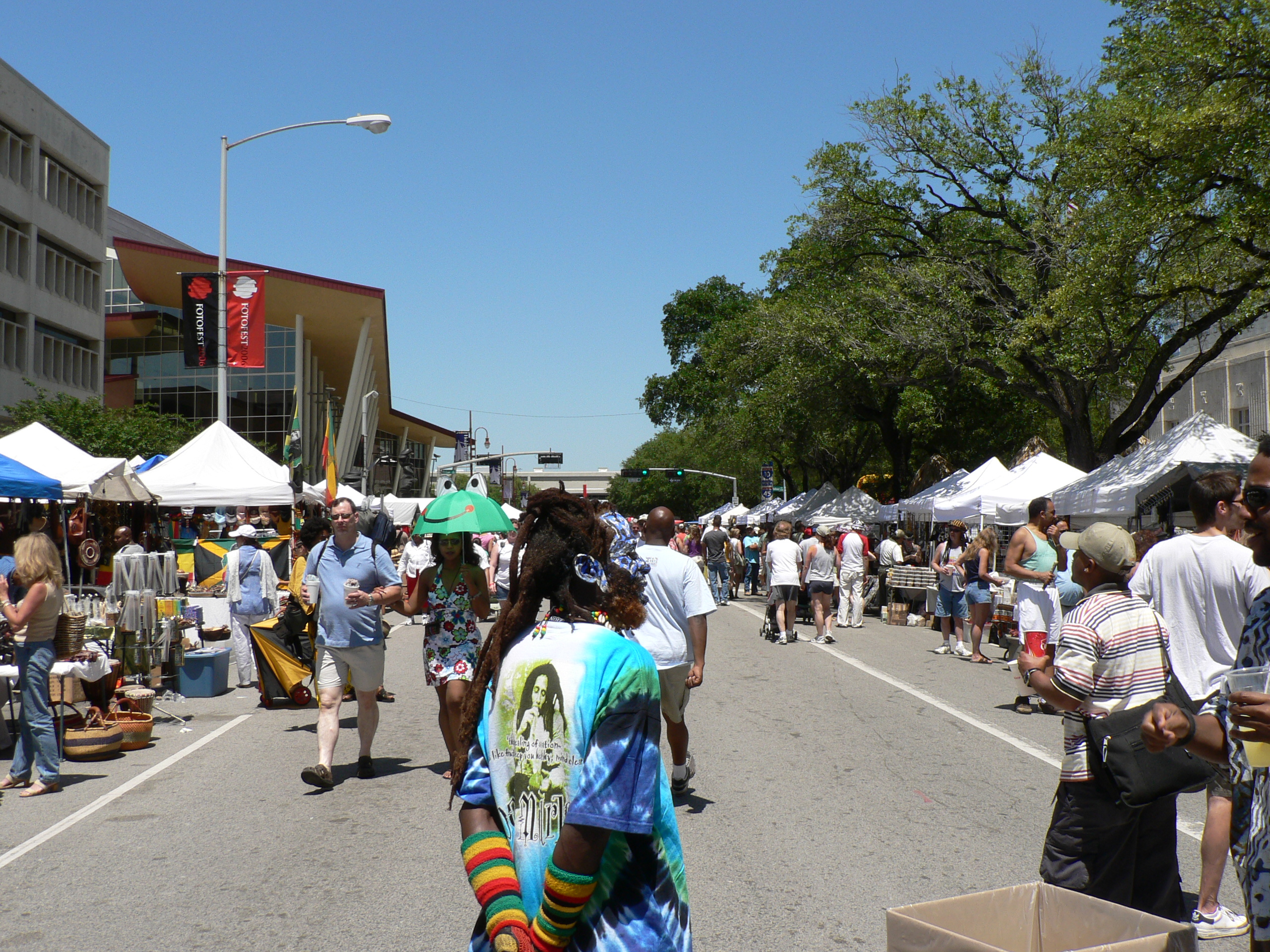
Den årliga "Houston International Festival"

Houston har bland den yngsta befolkningen i landet
 . Staden har den tredje största befolkningen av hispaner och den tredje största mexikanska bosättningen i USA. En siffra säger att det lever runt 400 000 illegala invandrare i Houston.
Enligt folkmätningen 2000 hade Houston 1 953 631 invånare, och befolkningstätheten var 3 371,7 invånare per kvadratkilometer. 49,27% av befolkningen var vita, 25,31% afrikanamerikaner, 0,44% nativamerikaner, 5,31% asiater, 0,06% öbor och 16,46% av annat ursprung samt 3,15% från två eller fler ursprung. Personer med hispaniskt påbrå, oberoende hudfärgen, stod för 37% av befolkningen.
Houston har ett stort antal immigranter från Asien, däribland den största vietnamesiska bosättningen i Texas och den tredje största i landet. Några delar av staden med hög andel vietnamesiska eller kinesiska invånare har kinesiska och vietnamesiska gatuskyltar, förutom de engelska. Houston har två chinatowns: den ursprungliga ligger i Downtown, och den senare norr om Bellaire Boulevard i den sydvästra delen av staden. Staden har ett Little Saigon i Midtown och vietnamesisk affärsverksamhet sydväst om Chinatown.

## Transport
Houstons motorvägsystem består av 926,17 kilometer väg som sträcker sig över 10 countyn. Motorvägarna utgörs av ett nav som sedan delar sig flera gånger. Den innersta vägen är Interstate 610 vilken går i centrum, samt till sjukhus och flera andra områden i staden. Beltway 8 samt Sam Houston Tollway formar mellanloopen med en diameter på omkring 40,23 kilometer. Ett föreslaget motorvägsprojekt, State Highway 99 (The Grand Parkway), ska skapa den tredje loopen utanför Houston. Idag går den färdiga delen av State Highway 99 strax norr om Interstate 10, väster om Houston till U.S. Nighway 59 i Sugar Land, sydväst om Houston. Denna biten färdigställdes 1994.
Houston ligger längs den föreslagna Interstate 69 NAFTA som ska gå upp till Kanada, industriella Midwest, Texas och Mexiko. Andra föreslagna eller påbörjade vägar är Fort Bend Parkway, Hardy Toll Road, Crosby Freeway och den framtida Alvin Freeway.

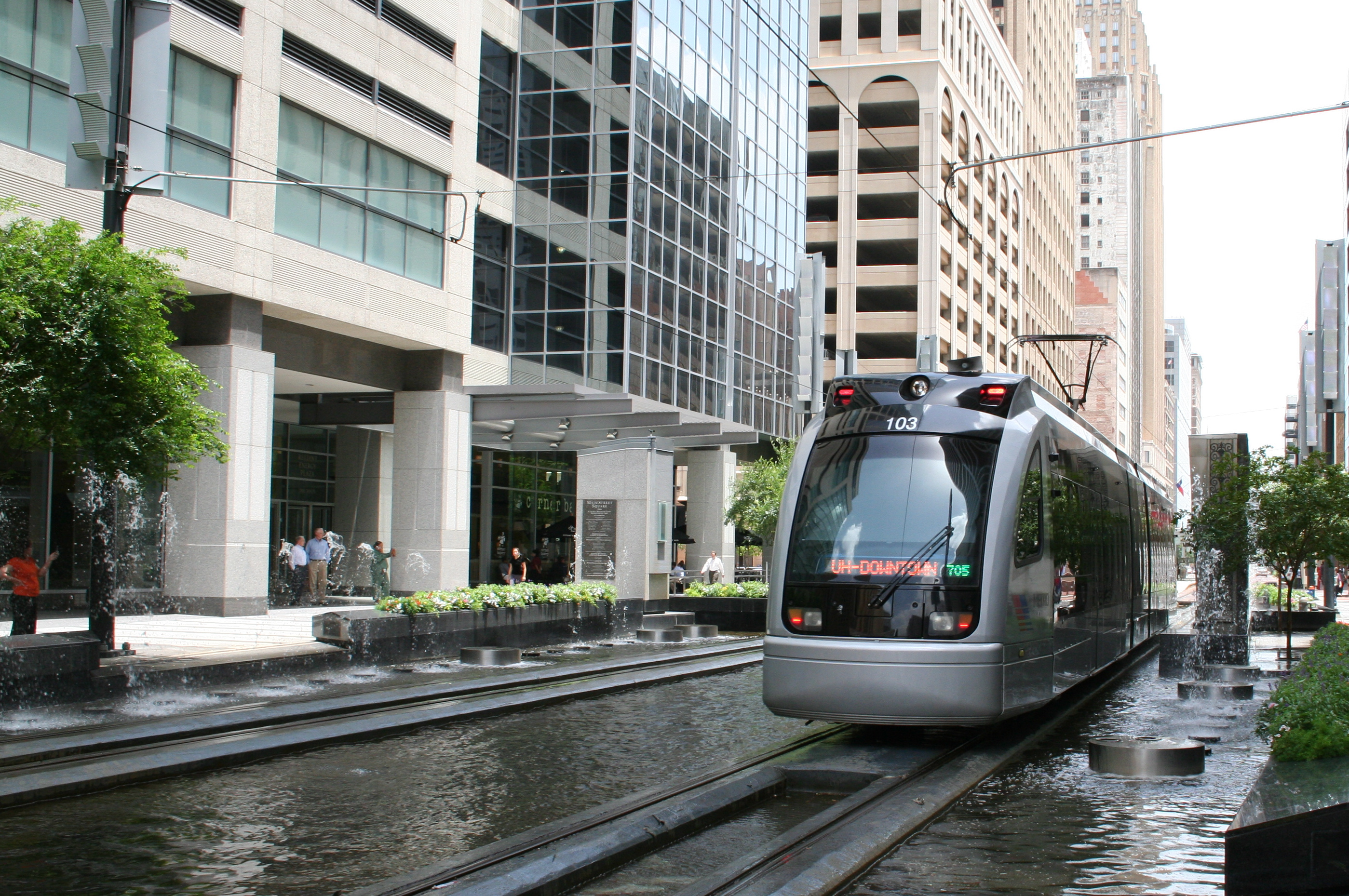
METRORail längs Main Street Corridor i Downtown

Metropolitan Transit Authority of Harris County, Texas, eller METRO, sköter kollektivtrafiken i form av bussar, spårvägar och liftar. METRO:s olika former av kollektivtrafik sammankopplar inte flera av Houstons förorter vilket gör att de som bor där tvingas ta bil som sitt främsta transportmedel.
METRO startade sina spårvagnar (METRORail) den 1 januari 2004. Spårlängden är 13 kilometer och går från norra Downtown vid UH-Downtown till Texas Medical Center och Reliant Park. METRO arbetade 2006 på att förlänga spåren och skapa fem nya linjer till det system som finns idag.
Amtrak, USA:s nationella passagerartågssystem, kör tåg till Houston via Sunset Limited (Los Angeles-New Orleans), vilket stannar vid en järnvägsstation på den norra delen i downtownområdet.

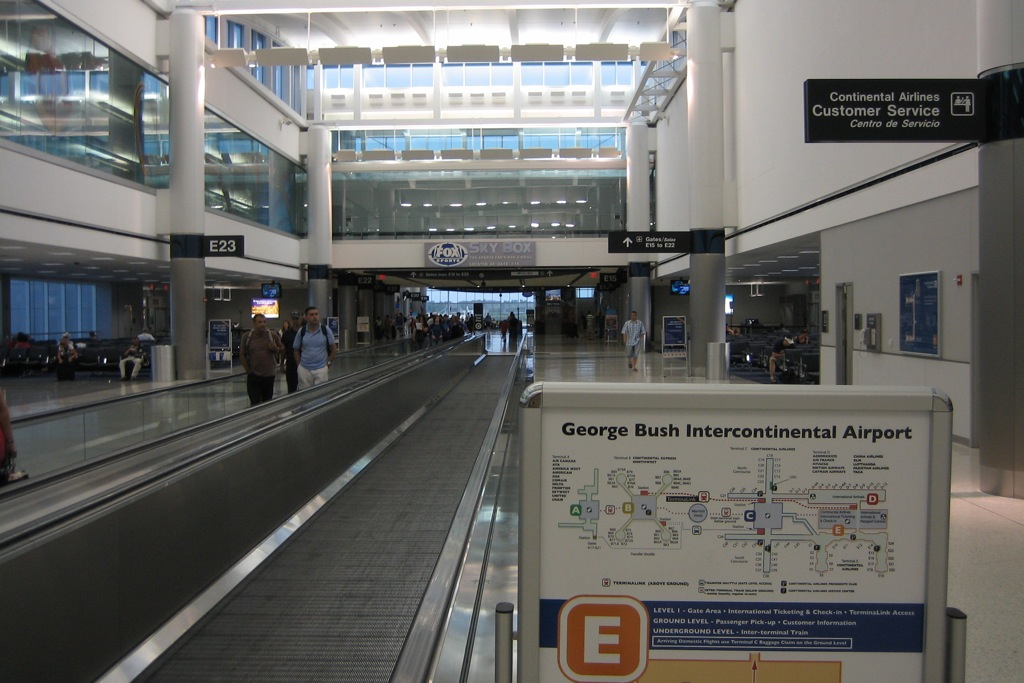
George Bush Intercontinental Airports Terminal E

Houston servas av två flygplatser. Den största är George Bush Intercontinental Airport (IAH), den nionde största i USA för passagerare, och den sjuttonde mest trafikerade i världen. Bush Intercontinental var 2007 den tredje största i USA för non-stop-resor, både internationellt och inrikes, och har 182 destinationer. 2006 sa United States Department of Transportation att flygplatsen var den snabbast växande flygplatsen av de tio största i USA. Houston har huvudkontoren för Continental Airlines och Bush Intercontinental är Continental Airlines största flygplatshub. Flygbolaget erbjuder över 700 dagliga avgångar från Houston.
Den näst största flygplatsen i Houston är William P. Hobby Airport (kallades Houston International Airport till 1967). Flygplatsen sköter främst små eller mellanstora flygplan och är den enda flygplatsen i Houston som trafikeras av Southwest Airlines och JetBlue Airways. Houstons flygplanshistoria visas i 1940 Air Terminal Museum beläget i den gamla terminalbyggnaden på den västra sidan av flygplatsen.
Den tredje största flygplatsen är Ellington Field, en tidigare United States Air Forcebas, använd av militär, kommersiell, regering och liknande sektorer.
Federal Aviation Administration och staten Texas valde "Houston Airport System as Airport of the Year" 2005, främst på grund av dess multiår, $3,1 miljarder flygplatsförbättringspengar för de två större flygplatserna i Houston.

## Utbildning

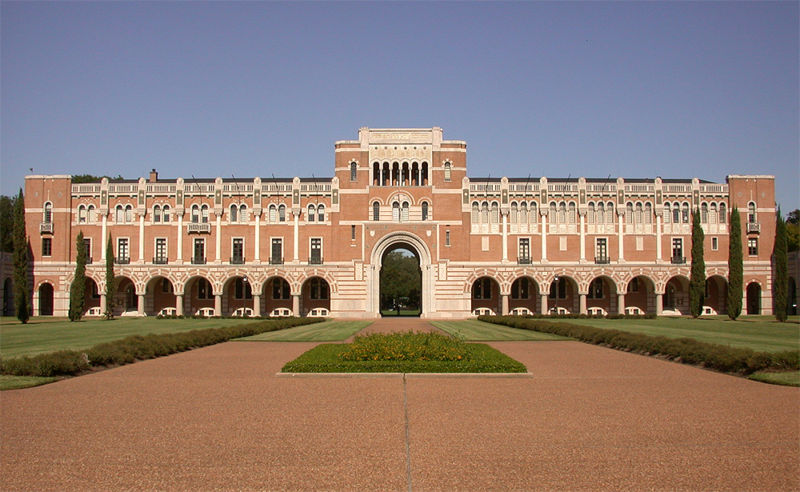
Rice University

Det finns mer än 55 högskolor och universitet samt ett dussin institut engagerade i forskning och utveckling i Houston. Staden är hem åt Rice University, en av USA:s främsta utbildnings- och forskningsinstitutioner, vilken är rankad som nationens 17:e bästa universitet i U.S. News & World Report. University of Houston (UH) är Texas tredje största allmänna forskningsuniversitet med mer än 36 000 studenter från 130 länder, vilket gör det till ett av de universitet som kan uppvisa mest mångfald i hela USA. . UH är en doktorsgrad och erbjuder mer på  över 40 olika center och faciliteter. South Texas College of Law, Houstons äldsta juristutbildning som grundades 1923, är ett av landets bästa för jurister. Andra institutioner som erbjuder högre utbildning i staden inkluderar University of St. Thomas, Houston Baptist University samt Texas Southern University, ett historiskt sett mörkhyat universitet. Houston Community College System servar de flesta i Houston och är det fjärde största i landet.
Det finns 16 skoldistrikt i staden. Houston Independent School District (HISD) är det sjunde största i USA. HISD har 112 campus.
Houstonområdet är hem för över 300 privata skolor, många av dessa sköts av Texas Private School Accredation Commission (TEPSAC). Houstonområdets katolska skolor sköts av Archdiocese of Galveston-Houston.

## Kommunikationer

### Flygtrafik
- George Bush Intercontinental Airport
- William P. Hobby Airport

## Sport
- NFL (amerikansk fotboll)
  - Houston Texans
- MLB (baseboll)
  - Houston Astros
- NBA (basket)
  - Houston Rockets
- MLS (fotboll)
  - Houston Dynamo
- WNBA (basket)
  - Houston Comets (numera upplöst)
- U.S. Men's Clay Court Championships (tennis)

## Sevärdheter
- Astrodome

## Vänorter
Houston har följande vänorter:
- Abu Dhabi, Förenade arabemiraten, sedan 2001
- Baku, Azerbajdzjan, sedan 1976
- Chiba, Japan, sedan 1973
- Grampian Region, Storbritannien, sedan 1979
- Guayaquil, Ecuador, sedan 1987
- Huelva, Spanien, sedan 1969
- Istanbul, Turkiet, sedan 1986
- Karachi, Pakistan, sedan 2009
- Leipzig, Tyskland, sedan 1993
- Luanda, Angola, sedan 2003
- Nice, Frankrike, sedan 1973
- Perth, Australien, sedan 1983
- Shenzhen, Kina, sedan 1986
- Stavanger, Norge, sedan 1980
- Taipei, Taiwan, sedan 1963
- Tampico, Mexiko, sedan 2003
- Tiumen, Ryssland, sedan 1995